# Bettina Bunge
Bettina Bunge es una jugadora de tenis profesional retirada, nacida el 13 de junio de 1963 en Adliswil, Suiza. Bunge ganó varios torneos de la WTA en los años 1980.

## Carrera
Nació en Suiza, hija de un hombre de negocios alemán dedicado al sector del pescado, trasladándose toda la familia a Perú donde residió durante 13 años. Allí llegó a ser campeona nacional a los 13 años de edad. Posteriormente se trasladaron a los Estados Unidos, a Miami, en el estado de Florida. Aunque fijó su residencia en Mónaco, vive en Miami. Habla de manera fluida 3 idiomas: el alemán, el español y el inglés y estaba aprendiendo francés. Se la consideró como una de las jugadoras más atractivas del circuito femenino y tenía una gran personalidad. Mostró un gran nivel de juego, pero sufrió importantes lesiones, teniendo que someterse a operaciones de rodilla, y también de oído. Conformó una gran escuadra de jugadoras alemanas durante los años 80, junto con su amiga Claudia Kohde-Kilsch, con Sylvia Hanika, Eva Pfaff, Claudia Porwick y Steffi Graf.

## Torneos ATP (6; 4+2)

### Individuales (4)

#### Títulos
| Leyenda                    |
| Grand Slam (0)             |
| WTA Tour Championships (0) |
| Tier I (0)                 |
| WTA Tour (4)               |

| N.º | Fecha                    | Torneo  | Superficie    | Oponente en la final  | Resultado   |
| --- | ------------------------ | ------- | ------------- | --------------------- | ----------- |
| 1.  | 21 de febrero de 1982    | Houston | Moqueta       | Pam Shriver           | 6-2 3-6 6-2 |
| 2.  | 24 de mayo de 1982       | Berlín  | Tierra batida | Kathy Rinaldi Stunkel | 6-2 6-2     |
| 3.  | 19 de septiembre de 1982 | Tokio   | Moqueta       | Barbara Potter        | 7-6 6-2     |
| 4.  | 27 de febrero de 1983    | Oakland | Moqueta       | Sylvia Hanika         | 6-3 6-3     |

#### Finalista (8)
| Leyenda                    |
| Grand Slam (0)             |
| WTA Tour Championships (0) |
| Tier I (0)                 |
| WTA Tour (8)               |

| N.º | Fecha                    | Torneo     | Superficie    | Oponente en la final | Resultado   |
| --- | ------------------------ | ---------- | ------------- | -------------------- | ----------- |
| 1.  | 17 de diciembre de 1979  | Sídney     | Hierba        | Hana Mandlíková      | 6-3 3-6 6-3 |
| 2.  | 27 de octubre de 1980    | Estocolmo  | Moqueta       | Hana Mandlíková      | 6-2 6-2     |
| 3.  | 22 de febrero de 1981    | Houston    | Dura          | Hana Mandlíková      | 6-4 6-4     |
| 4.  | 20 de septiembre de 1981 | Tokio      | Moqueta       | Ann Kiyomura         | 6-4 7-5     |
| 5.  | 10 de octubre de 1981    | Tampa      | Dura          | Martina Navratilova  | 5-7 6-2 6-0 |
| 6.  | 17 de enero de 1982      | Cincinnati | Dura          | Barbara Potter       | 6-4 7-6     |
| 7.  | 28 de agosto de 1982     | Mahwah     | Dura          | Leigh thompson       | 7-6 6-3     |
| 8.  | 12 de julio de 1987      | Knokke     | Tierra batida | Kathleen Horvath     | 6-1 7-6(5)  |

### Dobles (2)

#### Títulos
| Leyenda                    |
| Grand Slam (0)             |
| WTA Tour Championships (0) |
| Tier I (0)                 |
| WTA Tour (2)               |

| N.º | Fecha                    | Torneo | Superficie    | Pareja          | Oponentes en la final            | Resultado      |
| --- | ------------------------ | ------ | ------------- | --------------- | -------------------------------- | -------------- |
| 1.  | 14 de septiembre de 1986 | Tokio  | Moqueta       | Steffi Graf     | Katerina Maleeva Manuela Maleeva | 6-1 6-7(4) 6-2 |
| 2.  | 12 de julio de 1987      | Knokke | Tierra batida | Manuela Maleeva | Kathleen Horvath Marcella Mesker | 4-6 6-4 6-4    |

#### Finalista (3)
| Leyenda                    |
| Grand Slam (0)             |
| WTA Tour Championships (0) |
| Tier I (0)                 |
| WTA Tour (3)               |

| N.º | Fecha                  | Torneo           | Superficie    | Pareja               | Oponentes en la final         | Resultado |
| --- | ---------------------- | ---------------- | ------------- | -------------------- | ----------------------------- | --------- |
| 1.  | 24 de mayo de 1982     | Berlín           | Tierra batida | Claudia Kohde-Kilsch | Liz Gordon Beverly Mould      | 6-3 6-4   |
| 2.  | 26 de mayo de 1985     | Lugano           | Tierra batida | Eva Pfaff            | Bonnie Gadusek Helena Suková  | 6-2 6-4   |
| 3.  | 8 de noviembre de 1987 | Nueva Inglaterra | Moqueta       | Eva Pfaff            | Elise Burgin Rosalyn Nideffer | 6-4 6-4   |

## Fed Cup
- Formó parte del equipo de Alemania Occidental en la Fed Cup de 1980 a 1983, de 1985 a 1987, y en el año 1989.